# Дискографія Іггі Азалії
Дискографія Іггі Азалії, австралійської реп-виконавиці складається з одного студійного альбому, чотирьох міні-альбомів, двох мікстейпів, десяти синглів і п'ятнадцяти музичних відео.
Першими роботами Азалії були пісні «Pu$$y» і «My World» у 2011 році. Відео на першу з них стало вірусним на YouTube. Того ж року Іггі випустила свій перший мікстейп «Ignorant Art».
30 липня 2012 року реперка випускає безкоштовний EP «Glory», виконавчим продюсером якого був американський репер T.I.. А 11 жовтня того ж року виходить другий мікстейп «TrapGold», спродюсований Fki і Diplo.
21 квітня 2014 року вийшов перший студійний альбом Азалії «The New Classic». Йому вдалося дебютувати на 3 рядку американського альбомного чарту з продажами 52,000 копій, що є найвищим піком для дебютного лонгплея реп-виконавиці після альбому Нікі Мінаж «Pink Friday». Перший сингл з нього «Work» зміг досягти 17-го рядка в UK Singles Chart. Другий сингл «Bounce» вийшов лише в Європі та Австралії і дістався 13-го рядка у Великій Британії. Третій офіційний сингл з альбому «Change Your Life» став для Іггі першим синглом у десятці Британського чарту, а також зміг увійти в чарти Австралії і Нової Зеландії. Четвертий сингл з нього — «Fancy», записаний за участю Charli XCX, став першим світовим хітом для Іггі. Пісня увійшла в Топ десять таких країн як: Австралія , Велика Британія і США. Також «Fancy» змогла очолити Американський, Новозеландський і Канадський хіт-паради. Азалія змогла стати першою білою реп-виконавицею, яка очолила Billboard Hot 100, і повторити рекорд гурту The Beatles. Іггі перебувала на першій і другій позиціях (з синглами «Fancy» і «Problem»), водночас бувши при цьому дебютантом чарту. На 6-му тижні перебування на першому місці «Fancy» стала першою піснею реп-виконавиці, яка очолювала хіт-парад довше п'яти тижнів, а на сьомому тижні Азалія увійшла в п'ятірку жінок, які найдовше перебували на першому місці в цьому десятилітті. П'ятий сингл «The New Classic» «Black Widow» зміг дістатися десятки в США, Великій Британії, Ірландії та Канаді, а також двадцятки в Австралії та Новій Зеландії.

## Альбоми

### Студійні альбоми
| Назва           | Подробиці                                                                                  | Найвищі місця в чартах | Найвищі місця в чартах | Найвищі місця в чартах | Найвищі місця в чартах | Найвищі місця в чартах | Найвищі місця в чартах | Найвищі місця в чартах | Найвищі місця в чартах | Найвищі місця в чартах | Найвищі місця в чартах | Сертифікації                                                    |
| Назва           | Подробиці                                                                                  | АВС                    | КАН                    | ІРЯ                    | НІД                    | НОЗ                    | ШВЕ                    | ВЕЛ                    | США                    | США R&B/ HH            | США Rap                | Сертифікації                                                    |
| --------------- | ------------------------------------------------------------------------------------------ | ---------------------- | ---------------------- | ---------------------- | ---------------------- | ---------------------- | ---------------------- | ---------------------- | ---------------------- | ---------------------- | ---------------------- | --------------------------------------------------------------- |
| The New Classic | - Вихід: 21 квітня 2014 - Лейбл: Virgin EMI, Def Jam - Формат: CD, LP, цифрове занатаження | 2                      | 2                      | 13                     | 58                     | 3                      | 12                     | 5                      | 3                      | 1                      | 1                      | - ARIA: Золотий - BPI: Срібний - MC: Золотий - RIAA: Платиновий |

### Перевидання
| Назва        | Подробиці                                                                                      | Найвищі місця в чартах | Найвищі місця в чартах | Найвищі місця в чартах | Найвищі місця в чартах | Найвищі місця в чартах | Найвищі місця в чартах | Найвищі місця в чартах | Найвищі місця в чартах | Найвищі місця в чартах |
| Назва        | Подробиці                                                                                      | АВС                    | АВС Urb.               | DEN                    | ШВЕ                    | ВЕЛ                    | ВЕЛ R&B                | США                    | США R&B/ HH            | США Rap                |
| ------------ | ---------------------------------------------------------------------------------------------- | ---------------------- | ---------------------- | ---------------------- | ---------------------- | ---------------------- | ---------------------- | ---------------------- | ---------------------- | ---------------------- |
| Reclassified | - Вихід: 21 листопада 2014 - Лейбл: Virgin EMI, Def Jam - Формати: CD, LP, цифрове занатаження | 32                     | 3                      | 31                     | 32                     | 38                     | 4                      | 16                     | 6                      | 5                      |

## Лонгплеї
| Назва                                                                        | Подробиці                                                                         | Найвищі місця в чартах | Найвищі місця в чартах | Найвищі місця в чартах |
| Назва                                                                        | Подробиці                                                                         | США                    | США Heat               | США R&B/ HH            |
| ---------------------------------------------------------------------------- | --------------------------------------------------------------------------------- | ---------------------- | ---------------------- | ---------------------- |
| Glory                                                                        | - Вихід: 30 July 2012 - Лейбл: Grand Hustle - Формат: цифрове завантаження        | —                      | —                      | —                      |
| Change Your Life                                                             | - Вихід: 8 October 2013 - Лейбл: Island Def Jam - Формат: CD, цифрове занатаження | —                      | 33                     | 66                     |
| iTunes Festival: London 2013                                                 | - Вихід: 25 October 2013 (UK) - Лейбл: Virgin EMI - Формат: цифрове завантаження  | —                      | —                      | —                      |
| Survive the Summer                                                           | - Вихід: 3 серпня 2018 - Лейбл: Island - Формат: цифрове завантаження, streaming  | 144                    | —                      | —                      |
| "—" позначає реліз, що не потрапив до чарту або не виходив на тій території. |                                                                                   |                        |                        |                        |

## Мікстейпи
| Назва        | Подробиці                                                                        |
| ------------ | -------------------------------------------------------------------------------- |
| Ignorant Art | - Вихід: 27 September 2011 - Лейбл: Self-released - Формат: цифрове завантаження |
| TrapGold     | - Вихід: 11 жовтня 2012 - Лейбл: Self-released - Формат: цифрове завантаження    |

## Сингли

### Як провідна виконавиця
| Назва                                                                        | Рік  | Найвищі місця в чартах | Найвищі місця в чартах | Найвищі місця в чартах | Найвищі місця в чартах | Найвищі місця в чартах | Найвищі місця в чартах | Найвищі місця в чартах | Найвищі місця в чартах | Найвищі місця в чартах | Найвищі місця в чартах | Сертифікація | Альбом             |
| Назва                                                                        | Рік  | АВС                    | КАН                    | DEN                    | ФРА                    | ІРЯ                    | НІД                    | НОЗ                    | ШВЕ                    | ВЕЛ                    | США                    | Сертифікація | Альбом             |
| ---------------------------------------------------------------------------- | ---- | ---------------------- | ---------------------- | ---------------------- | ---------------------- | ---------------------- | ---------------------- | ---------------------- | ---------------------- | ---------------------- | ---------------------- | --- | ------------------ |
| «Work»                                                                       | 2013 | 79                     | 87                     | —                      | —                      | 42                     | —                      | —                      | —                      | 17                     | 54                     | - ARIA: Золотий - BPI: Срібний - MC: Золотий - RIAA: Платиновий                                                                                       | The New Classic    |
| «Bounce»                                                                     | 2013 | —                      | —                      | —                      | —                      | 34                     | —                      | —                      | —                      | 13                     | —                      | | The New Classic    |
| «Change Your Life» (featuring T.I.)                                          | 2013 | 44                     | —                      | —                      | —                      | 28                     | —                      | 38                     | —                      | 10                     | —                      | - ARIA: Золотий - RIAA: Золотий | The New Classic    |
| «Fancy» (featuring Charli XCX)                                               | 2014 | 5                      | 1                      | 36                     | 21                     | 12                     | 29                     | 1                      | 23                     | 5                      | 1                      | - ARIA: 4× Платиновий - BPI: Платиновий - IFPI DEN: Платиновий - IFPI SWE: 2× Платиновий - MC: 3× Платиновий - RIAA: 7× Платиновий - RMNZ: Платиновий | The New Classic    |
| «Black Widow» (featuring Ріта Ора)                                           | 2014 | 15                     | 6                      | 19                     | 9                      | 9                      | 13                     | 11                     | 23                     | 4                      | 3                      | - ARIA: Платиновий - BPI: Платиновий - IFPI DEN: Платиновий - IFPI SWE: 2× Платиновий - MC: 2× Платиновий - RIAA: 4× Платиновий - RMNZ: Золотий       | The New Classic    |
| «Beg for It» (featuring MØ)                                                  | 2014 | 29                     | 44                     | —                      | —                      | —                      | —                      | —                      | —                      | 111                    | 27                     | - RIAA: Платиновий | Reclassified       |
| «Trouble» (featuring Дженніфер Гадсон)                                       | 2015 | 10                     | 73                     | —                      | —                      | 20                     | —                      | —                      | —                      | 7                      | 67                     | - ARIA: Платиновий - BPI: Золотий - RIAA: Золотий | Reclassified       |
| «Pretty Girls» (разом з Брітні Спірс)                                        | 2015 | 27                     | 16                     | —                      | 25                     | 60                     | —                      | —                      | —                      | 16                     | 29                     | | Неальбомні сингли  |
| «Team»                                                                       | 2016 | 40                     | 41                     | —                      | 89                     | —                      | —                      | —                      | —                      | 62                     | 42                     | - RIAA: Золотий | Неальбомні сингли  |
| «Mo Bounce»                                                                  | 2017 | 63                     | 87                     | —                      | 137                    | —                      | —                      | —                      | —                      | —                      | —                      | | Неальбомні сингли  |
| «Switch» (за участю Anitta)                                                  | 2017 | 180                    | —                      | —                      | —                      | —                      | —                      | —                      | —                      | —                      | —                      | | Неальбомні сингли  |
| «Savior» (за участю Quavo)                                                   | 2018 | —                      | —                      | —                      | 161                    | —                      | —                      | —                      | —                      | —                      | —                      | | Неальбомні сингли  |
| «Kream» (featuring Tyga)                                                     | 2018 | —                      | 54                     | —                      | 152                    | 96                     | —                      | —                      | —                      | —                      | 96                     | | Survive the Summer |
| "—" позначає реліз, що не потрапив до чарту або не виходив на цій території. |      |                        |                        |                        |                        |                        |                        |                        |                        |                        |                        | |                    |

### Як запрошена артистка
| Назва                                                                        | Рік  | Найвищі місця в чартах | Найвищі місця в чартах | Найвищі місця в чартах | Найвищі місця в чартах | Найвищі місця в чартах | Найвищі місця в чартах | Найвищі місця в чартах | Найвищі місця в чартах | Найвищі місця в чартах | Найвищі місця в чартах | Сертифікація | Альбом               |
| Назва                                                                        | Рік  | АВС                    | КАН                    | DEN                    | ФРА                    | ІРЯ                    | НІД                    | НОЗ                    | ШВЕ                    | ВЕЛ                    | США                    | Сертифікація | Альбом               |
| ---------------------------------------------------------------------------- | ---- | ---------------------- | ---------------------- | ---------------------- | ---------------------- | ---------------------- | ---------------------- | ---------------------- | ---------------------- | ---------------------- | ---------------------- | --- | -------------------- |
| «Beat Down» (Стів Аокі іAngger Dimas за участю Іггі Азалії)                  | 2012 | —                      | —                      | —                      | —                      | —                      | 59                     | —                      | —                      | 44                     | —                      | | Wonderland (Remixed) |
| «Problem» (Аріана Ґранде за участю Іггі Азалії)                              | 2014 | 2                      | 3                      | 5                      | 14                     | 1                      | 10                     | 1                      | 5                      | 1                      | 2                      | - ARIA: 3× Платиновий - BPI: Платиновий - IFPI DEN: 2× Платиновий - IFPI SWE: 3× Платиновий - MC: 3× Платиновий - RIAA: 6× Платиновий - RMNZ: Платиновий | My Everything        |
| «No Mediocre» (T.I. за участю Іггі Азалії)                                   | 2014 | 36                     | 59                     | —                      | 35                     | —                      | —                      | 34                     | —                      | 49                     | 33                     | - ARIA: Золотий - MC: Золотий - RIAA: Платиновий | Paperwork            |
| «Booty» (Дженніфер Лопес за участю Іггі Азалії)                              | 2014 | 27                     | 11                     | —                      | 93                     | —                      | —                      | 30                     | —                      | 137                    | 18                     | - RIAA: Платиновий | Неальбомний сингл    |
| "—" позначає реліз, що не потрапив до чарту або не виходив на цій території. |      |                        |                        |                        |                        |                        |                        |                        |                        |                        |                        | |                      |

### Промосингли
| Назва                                                                            | Рік  | Найвищі місця в чартах | Найвищі місця в чартах | Найвищі місця в чартах | Найвищі місця в чартах | Найвищі місця в чартах | Найвищі місця в чартах | Найвищі місця в чартах | Найвищі місця в чартах | Найвищі місця в чартах | Найвищі місця в чартах | Сертифікація    | Альбом             |
| Назва                                                                            | Рік  | АВС                    | АВС Urb.               | КАН                    | ФРА                    | НІМ                    | ШВА                    | ВЕЛ                    | ВЕЛ R&B                | США                    | США R&B/HH             | Сертифікація    | Альбом             |
| -------------------------------------------------------------------------------- | ---- | ---------------------- | ---------------------- | ---------------------- | ---------------------- | ---------------------- | ---------------------- | ---------------------- | ---------------------- | ---------------------- | ---------------------- | --------------- | ------------------ |
| «Know About Me» (Remix) (DJ Green Lantern і Валентіно Хан за участю Іггі Азалії) | 2014 | —                      | —                      | —                      | —                      | —                      | —                      | —                      | —                      | —                      | —                      |                 | Неальбомний сингл  |
| «Impossible Is Nothing»                                                          | 2014 | —                      | —                      | —                      | —                      | —                      | —                      | 168                    | 30                     | —                      | —                      |                 | The New Classic    |
| «Iggy SZN»                                                                       | 2014 | 95                     | 11                     | —                      | —                      | —                      | —                      | —                      | —                      | —                      | 48                     |                 | Reclassified       |
| «Go Hard or Go Home» (with Wiz Khalifa)                                          | 2015 | 60                     | 12                     | 65                     | 77                     | 47                     | 55                     | 110                    | 19                     | 86                     | 29                     |                 | Furious 7          |
| «All Hands on Deck» (Remix) (Tinashe featuring Iggy Azalea)                      | 2015 | 45                     | —                      | —                      | —                      | —                      | —                      | 156                    | 34                     | —                      | 33                     | - ARIA: Золотий | Non-album single   |
| «Tokyo Snow Trip»                                                                | 2018 | —                      | —                      | —                      | —                      | —                      | —                      | —                      | —                      | —                      | —                      |                 | Survive the Summer |
| "—" позначає реліз, що не потрапив до чарту або не виходив на цій території.     |      |                        |                        |                        |                        |                        |                        |                        |                        |                        |                        |                 |                    |

## Інші пісні в чартах
| «Million Dollar Dream» (Алла Ракха Рахман за участю Іггі Азалії)             | 2014 | —  | — | —  | —  | 17 | Million Dollar Arm |
| «Heavy Crown» (за участю Еллі Голдінг)                                       | 2014 | —  | 9 | 37 | 23 | —  | Reclassified       |
| «Kingdom Come» (Демі Ловато за участю Іггі Азалії)                           | 2015 | 43 | — | —  | —  | —  | Confident          |
| "—" позначає реліз, що не потрапив до чарту або не виходив на тій території. |      |    |   |    |    |    |                    |

## Гостьові появи
| Назва                                | Рік  | Інші виконавці                               | Альбом                                              |
| ------------------------------------ | ---- | -------------------------------------------- | --------------------------------------------------- |
| «Raise Your Weapon»                  | 2012 | Stix, deadmau5                               | I Told U So                                         |
| «I Think She Ready»                  | 2012 | FKi, Diplo                                   | Transformers n the Hood                             |
| «Mo Flow»                            | 2012 | Skeme                                        | Alive & Living                                      |
| «Best Friend»                        | 2012 | B.o.B, Mac Miller                            | Fuck 'Em We Ball                                    |
| «Light as a Feather»                 | 2012 | Katy B, Diplo                                | Danger EP                                           |
| «Boss Lady»                          | 2012 | None                                         | Woman On Top                                        |
| «Hustle Gang»                        | 2012 | Chip, T.I.                                   | London Boy                                          |
| «Chasin Me»                          | 2013 | T.I., Young Dro, Kris Stephens               | G.D.O.D. (Get Dough or Die)                         |
| «Otis» (Remix)                       | 2013 | Angel Haze                                   | None                                                |
| «High Level»                         | 2013 | Skeme                                        | Ingleworld                                          |
| «Wickedest Style»                    | 2013 | Шон Пол                                      | Full Frequency                                      |
| «Hell You Sayin'»                    | 2014 | T.I., Young Dro, Тревіс Скотт                | SXEW (South by East West)                           |
| «I'm Coming Out» (ремікс Інша жінка) | 2014 | Кейша Коул                                   | None                                                |
| «Million Dollar Dream»               | 2014 | A. R. Rahman                                 | Million Dollar Arm                                  |
| «Acting Like That»                   | 2014 | Jennifer Lopez                               | A.K.A.                                              |
| «He Ain't Goin' Nowhere»             | 2014 | Jennifer Hudson                              | JHUD                                                |
| «We Go Hard»                         | 2014 | T.I., Spodee                                 | G.D.O.D. II                                         |
| «G.U.N.S.»                           | 2015 | Sauce Lord Rich                              | Know Me                                             |
| «Kingdom Come»                       | 2015 | Демі Ловато                                  | Confident                                           |
| «Tonight (It's a Party)»             | 2016 | Stephen Marley, DJ Khaled, Waka Flocka Flame | Revelation Pt. II: "The Fruit of Life"              |
| «Can't Lose»                         | 2017 | Lil Uzi Vert                                 | Def Jam Presents: Direct Deposit, Vol. 2            |
| «Boom Boom»                          | 2017 | Заславський Антон Ігорович                   | Pitch Perfect 3: Original Motion Picture Soundtrack |

## Нотатки
1. ↑   "Bounce" не потрапила до Australian Singles Chart, але посіла 18-те місце в Australian Urban Singles Chart.[44]
2. ↑   "Bounce" не потрапила до Billboard Hot 100, але посіла 1-ше місце в чарті Hot R&B/Hip-Hop Songs.[45]
3. ↑  "Change Your Life" не потрапила до Billboard Hot 100, але посіла 22-ге місце в чарті Bubbling Under Hot 100 Singles.[46]
4. ↑  «Team» не потрапила до НОЗ Top 40 Singles Chart, але посіла 6-те місце в чарті NZ Heatseekers Singles Chart.[55]
5. ↑  «Mo Bounce» не потрапила до NZ Top 40 Singles Chart, але посіла 10-те місце в NZ Heatseekers Singles Chart.[56]
6. ↑  «Mo Bounce» не потрапила до UK Singles Chart, але посіла 53-тє місце в UK Singles Downloads Chart.[57]
7. ↑  "Mo Bounce" не потрапила до Billboard Hot 100, але посіла 17-те місце в Bubbling Under Hot 100 Singles chart.[46]
8. ↑   «Switch» не потрапила до Canadian Hot 100, але посіла 39-те місце в чарті Canada CHR/Top 40.[58]
9. ↑  «Savior» не потрапила до Australian Singles Chart, але посіла 29-те місце в Australian Urban Singles Chart.[59]
10. ↑   «Savior» не потрапила до Canadian Hot 100, але посіла 32-ге місце в чарті Чарти Billboard.[60]
11. ↑  «Savior» не потрапила до NZ Top 40 Singles Chart, але посіла 8-ме місце в NZ Heatseeker Singles Chart.[61]
12. ↑  "Savior" не потрапила до Billboard Hot 100, але посіла 7-ме місце в Bubbling Under Hot 100 Singles chart.[46]
13. ↑  «Kream» Не потрапила до Australian Singles Chart, але посіла 27-ме місце в Australian Digital Tracks Chart.[62]
14. ↑  "Kream" не потрапила до NZ Top 40 Singles Chart, але посіла 11-те місце в NZ Hot Singles Chart.[63]
15. ↑   «Iggy SZN» did not enter the Canadian Hot 100, but peaked at number 63 on the Hot Canadian Digital Songs chart.[60]
16. ↑   "All Hands on Deck" (Remix) did not enter the Billboard Hot 100, but peaked at number one on the Bubbling Under Hot 100 Singles chart.[84]